# Strathclyde East (circonscription du Parlement européen)
La circonscription de Strathclyde East est une ancienne circonscription électorale britannique utilisée tous les cinq ans dans le cadre des élections européennes pour désigner, par une élection au suffrage universel direct, un eurodéputé.

## Liste des députés européens
| Élection | Député      | Parti | Parti        |
| -------- | ----------- | ----- | ------------ |
| 1979     | Ken Collins |       | Travailliste |
| 1984     | Ken Collins |       | Travailliste |
| 1989     | Ken Collins |       | Travailliste |
| 1994     | Ken Collins |       | Travailliste |

## Résultats électoraux

### 1979
| Candidats                      | Candidats                      | Partis                         | Voix    | %    | +/− |
| ------------------------------ | ------------------------------ | ------------------------------ | ------- | ---- | --- |
|                                | Ken Collins                    | Parti travailliste             | 72 263  | 49,8 |     |
|                                | Miss M.A. Carse                | Parti conservateur             | 41 482  | 28,6 |     |
|                                | G.S. Murray                    | Parti national écossais        | 21 013  | 14,5 |     |
|                                | Dr. J.D. Watts                 | Parti libéral                  | 10 325  | 7,1  |     |
| Total (Participation : 31,3 %) | Total (Participation : 31,3 %) | Total (Participation : 31,3 %) | 145 083 | 100  |     |

### 1984
| Candidats                      | Candidats                      | Partis                         | Voix    | %    | +/−  |
| ------------------------------ | ------------------------------ | ------------------------------ | ------- | ---- | ---- |
|                                | Ken Collins                    | Parti travailliste             | 90 792  | 58,6 | 8,8  |
|                                | G.A. Leslie                    | Parti national écossais        | 27 330  | 17,6 | 3,1  |
|                                | P.R. Leckie                    | Parti conservateur             | 24 857  | 16,1 | 12,5 |
|                                | Mrs. P. de Seume               | Parti libéral                  | 11 883  | 7,7  | 0,6  |
| Total (Participation : 31,1 %) | Total (Participation : 31,1 %) | Total (Participation : 31,1 %) | 154 862 | 100  |      |

### 1989
| Candidats                      | Candidats                      | Partis                         | Voix    | %    | +/− |
| ------------------------------ | ------------------------------ | ------------------------------ | ------- | ---- | --- |
|                                | Ken Collins                    | Parti travailliste             | 109 170 | 56,2 | 2,4 |
|                                | G.A. Leslie                    | Parti national écossais        | 48 853  | 25,2 | 7,6 |
|                                | Dr. M.K. Dutt                  | Parti conservateur             | 22 233  | 11,4 | 4,7 |
|                                | A. Whitelaw                    | Parti vert                     | 9 749   | 5,0  |     |
|                                | G.C.H. Lait                    | Libéraux-démocrates            | 4 276   | 2,2  | 5,5 |
| Total (Participation : 39,3 %) | Total (Participation : 39,3 %) | Total (Participation : 39,3 %) | 194 281 | 100  |     |

### 1994
| Candidats                      | Candidats                      | Partis                         | Voix    | %    | +/− |
| ------------------------------ | ------------------------------ | ------------------------------ | ------- | ---- | --- |
|                                | Ken Collins                    | Parti travailliste             | 106 476 | 58,0 | 1,8 |
|                                | I. Hamilton                    | Parti national écossais        | 54 136  | 29,5 | 4,3 |
|                                | B.D. Cooklin                   | Parti conservateur             | 13 915  | 7,6  | 3,8 |
|                                | R. Stewart                     | Libéraux-démocrates            | 6 383   | 3,5  | 1,3 |
|                                | A. Whitelaw                    | Parti vert                     | 1 874   | 1,0  | 4,0 |
|                                | J.D. Gilmour                   | Parti de la loi naturelle      | 787     | 0,4  |     |
| Total (Participation : 37,3 %) | Total (Participation : 37,3 %) | Total (Participation : 37,3 %) | 183 571 | 100  |     |